# 瓦尔特·巴赫
瓦尔特·巴赫（德語：Walter Bach，1909年12月10日—？），瑞士男子竞技体操运动员。他曾获得1936年夏季奥运会体操比赛男子团体全能银牌。他在该届奥运会也参加数个个人小项，最好名次是男子跳马的第四名。